# 第28號級驅潛艇
第28號級驅潛艇（第二十八號型驅潜艇）是日本帝國海軍在第二次世界大戰中量產的獵潛艦，設計代號K8B，在軍方公文中她與第13號級驅潛艇為同級艦，但在設計上有所調整，本級艦共量產31艘，戰敗後仍殘存的艦艇則作為賠償艦移交給同盟國軍隊，並服役到1950年代。

## 簡介
在昭和15年通過的海軍軍備臨時補充計畫（マル臨計画）、以及軍備急速建造補充計畫（マル急計画），兩份造艦案共追加了32艘第13號級驅潛艦需求，造艦編號為221至232、440至458。因此日本造船廠繼續承接該級艦承造，嚴謹來說，第28號級驅潛艦可以視為第13號級驅潛艦同型艦。但歸於第二批次與第三批次量產，設計圖紙的代號也顯示了這個取向。
本級艦在設計上的改良重點是處理適航性不穩定的現象，為此更改了艦艉設計，並因應戰時節約物資的需求而簡化了若干船隻結構與零配件品質。本級艦較前級艦尺寸略為縮小，噸位也稍微降低，為了維持穩定性因此在船體設計了壓艙水艙。航速未能因噸位減輕而加快，且本級艦在製程簡化的調整上改變有限，因此原定的32艘僅完成31艘，最後1艘取消後再度變更設計，以適應物資更捉襟見肘的情勢。
本級艦的武裝因應空中威脅的提升，增設25公厘高射機槍，此外原先裝設探照燈的位置也換裝雷達。
本級艦完工後，大部分都派遣到東南亞等一線戰場作為前線護衛任務，因此損失非常嚴重，至日本戰敗時僅剩9艘。

## 同級艦列表
| 建造編號 | 艦名         | 造船廠                 | 完工日         | 結局 |
| 221      | 第28號驅潛艇 | 日本鋼管公司鶴見造船廠 | 1942年5月12日  | 1945年2月1日遭飛機炸射擊沉於呂宋島巴林坦海峽 |
| 222      | 第29號驅潛艇 | 播磨造船廠             | 1942年4月30日  | 1944年2月18日在楚克遭盟軍戰機炸射擊沉。 |
| 223      | 第30號驅潛艇 | 三井造船公司玉造船廠   | 1942年5月13日  | 1944年12月24日在古晉外海被美國海軍刺尾鯛號潛艦擊沉 |
| 224      | 第31號驅潛艇 | 東京石川島造船廠       | 1942年6月15日  | 1945年1月12日在法屬印度支那南方海域遭盟軍戰機炸射擊沉。 |
| 225      | 第32號驅潛艇 | 日本鋼管公司鶴見造船廠 | 1942年8月19日  | 1944年9月24日在科隆灣遭盟軍戰機炸射擊沉。 |
| 226      | 第33號驅潛艇 | 三井造船公司玉造船廠   | 1942年8月15日  | 1945年3月21日在越南金蘭灣遭盟軍戰機炸射擊沉。 |
| 227      | 第34號驅潛艇 | 播磨造船廠             | 1942年8月31日  | 1945年3月26日與英國皇家海軍薩馬雷斯號驅逐艦、警惕號驅逐艦、迅敏號驅逐艦於小安達曼島交戰遭擊沉。                                                                             |
| 228      | 第35號驅潛艇 | 函館船塢公司           | 1943年2月28日  | 1945年2月23日被盟軍戰機空襲炸射沉沒在湄公河。 |
| 229      | 第36號驅潛艦 | 東京石川島造船廠       | 1942年10月15日 | 1944年11月19日被盟軍戰機空襲炸射沉沒在蘇比克灣。 |
| 230      | 第37號驅潛艇 | 三井造船公司玉造船廠   | 1942年10月31日 | 1945年5月22日在奄美大島海域被美國海航炸射擊沉。 |
| 231      | 第38號驅潛艇 | 日本鋼管公司鶴見造船廠 | 1942年12月10日 | 日本戰敗時停泊於青島，作為戰後復員運輸運用，1945年10月25日除役，作為賠償艦在1947年10月3日讓渡給蘇聯。                                                                       |
| 232      | 第39號驅潛艇 | 播磨造船廠             | 1942年10月31日 | 1944年2月16日遭盟軍戰機炸射擊沉於俾斯麥群島卡維恩附近海域。 |
| 440      | 第40號驅潛艇 | 日立造船公司因島工廠   | 1942年3月31日  | 1944年2月19日遭盟軍戰機炸射擊沉於俾斯麥群島卡維恩附近海域。 |
| 441      | 第41號驅潛艇 | 川南工業香燒島造船廠   | 1943年1月31日  | 日本戰敗時靠泊新加坡，被英國皇家海軍接收。1946年7月11日做為艦載機炸射訓練靶艦擊沉，8月10日除役。                                                                            |
| 442      | 第42號驅潛艇 | 日立造船公司因島工廠   | 1943年1月31日  | 1945年7月31日在女川港外三陸海域海觸雷受損，日本戰敗後未修復，直接除役解體。                                                                                                 |
| 443      | 第43號驅潛艇 | 新潟鐵工所             | 1943年4月7日   | 1945年1月12日在越南金蘭灣遭盟軍戰機炸射重創擱淺坐底，1947年5月解體。 |
| 444      | 第44號驅潛艇 | 川南工業香燒島造船廠   | 1943年5月15日  | 1945年春季執行南方護航任務時在橫須賀港外海相模灣海域遭美軍戰機轟炸，螺旋槳遭擊毀失去動力被拖回橫須賀港放置，日本戰敗時尚未進行修復。戰敗後在1945年9月15日除役，1948年解體。 |
| 445      | 第45號驅潛艇 | 函館船塢公司           | 1943年10月15日 | 1944年11月25日在參加奧爾莫克灣戰役中的船團護航任務時在宿霧島附近海域被美軍機炸射沉沒。                                                                                      |
| 446      | 第46號驅潛艇 | 日立造船公司因島工廠   | 1943年9月30日  | 1944年11月25日在參加奧爾莫克灣戰役中的船團護航任務時在馬斯巴特島附近海域被美軍機炸射沉沒。                                                                                  |
| 447      | 第47號驅潛艇 | 川南工業香燒島造船廠   | 1943年8月12日  | 1945年9月15日除役，1947年10月1日在青島移交給美國。美軍在同年10月7日將其自沉在 35°45′N 123°17′E / 35.750°N 123.283°E。                                                       |
| 448      | 第48號驅潛艇 | 新潟鐵工所             | 1943年7月31日  | 1945年7月14日美海航炸射釜石灣時被擊沉。 |
| 449      | 第49號驅潛艇 | 函館船塢公司           | 1944年1月31日  | 1945年10月5日除役，1947年10月3日在青島移交給中華民國，中華民國海軍曾為其多度改名(接30、驅潛11、海宏、雅龍、渠江)，1956年10月1日除役拆解。                                   |
| 450      | 第50號驅潛艇 | 日立造船公司因島工廠   | 1943年11月30日 | 1944年7月20日遭同盟國戰機炸射於父島海域沉沒。 |
| 451      | 第51號驅潛艇 | 川南工業香燒島造船廠   | 1943年11月8日  | 日本戰敗時停泊在橫須賀，遭空襲受損，後轉用於戰後復原運輸，1945年9月15日除役後未列入賠償艦釋出清單，1948年8月1日報廢解體。                                                   |
| 452      | 第52號驅潛艇 | 浪速船塢公司           | 1943年11月30日 | 日本戰敗時停泊在佐世保，因遭空襲受損故無列入賠償艦釋出清單，1948年解體。 |
| 453      | 第53號驅潛艇 | 浪速船塢公司           | 1944年3月20日  | 1944年11月28日在菲律賓奧爾莫克灣被美國海軍沃勒號驅逐艦與普林格號驅逐艦給合力擊沉。                                                                                          |
| 454      | 第54號驅潛艇 | 新潟鐵工所             | 1943年11月12日 | 1944年3月25日在小笠原群島海域被美國海軍綠鱈號潛艦給擊沉。 |
| 455      | 第55號驅潛艇 | 函館船塢公司           | 1944年5月31日  | 1944年9月13日被美軍戰機炸射擊沉於宿霧海峽。 |
| 456      | 第56號驅潛艇 | 浪速船塢公司           | 1944年7月26日  | 日本戰敗時靠泊新加坡被英軍接收，1947年退役拆解。 |
| 457      | 第57號驅潛艇 | 函館船塢公司           | 1944年10月28日 | 1945年6月12日被英國皇家海軍韃靼號驅逐艦與愛斯基摩號驅逐艦合力擊沉於沙璜北部海域。                                                                                           |
| 458      | 第58號驅潛艇 | 新潟鐵工所             | 1944年1月26日  | 1945年5月22日在奄美大島海域被美國海航炸射擊沉。 |
| 459      | 第59號驅潛艇 |                        |                | 1943年取消建造計畫 |